# Vatica venulosa
Vatica venulosa är en tvåhjärtbladig växtart. Vatica venulosa ingår i släktet Vatica och familjen Dipterocarpaceae.

## Underarter
Arten delas in i följande underarter:
- V. v. simalurensis
- V. v. venulosa